# ’74 Jailbreak
’74 Jailbreak (в переводе — «Побег [из тюрьмы] 1974 года») — мини-альбом австралийской группы AC/DC, изданный 15 октября 1984 года в США, Канаде и Японии. Продюсерами были Гарри Ванда и Джордж Янг, которые уже продюсировали первые альбомы AC/DC. Композиции в этом альбоме были записаны с 1974 по 1976 год.

## Об альбоме
’74 Jailbreak не содержит новых песен, а лишь композиции, прежде издававшиеся только в Австралии. Так, первая композиция «Jailbreak» взята с австралийской версии альбома Dirty Deeds Done Dirt Cheap (1976), а остальные четыре композиции — с австралийской версии альбома High Voltage (1975). Песня «Jailbreak» вышла отдельным синглом, и к ней был снят видеоклип.
В 2003 году ’74 Jailbreak был переиздан в рамках серии AC/DC-Remasters. Альбом достиг максимального уровня продаж в США и ему был присвоен платиновый статус от RIAA за тираж более 1 млн экземпляров в январе 2001 года.

## Список композиций
Все песни написаны Боном Скоттом, Малькольмом Янгом и Ангусом Янгом, кроме отмеченных.
| №                   | Название                     | Автор(ы)                 | Оригинальный альбом (год)          | Длительность |
| ------------------- | ---------------------------- | ------------------------ | ---------------------------------- | ------------ |
| 1.                  | «Jailbreak»                  |                          | Dirty Deeds Done Dirt Cheap (1976) | 4:40         |
| 2.                  | «You Ain’t Got a Hold on Me» |                          | High Voltage (1975)                | 3:31         |
| 3.                  | «Show Business»              |                          | High Voltage (1975)                | 4:46         |
| 4.                  | «Soul Stripper»              | Малькольм Янг, Ангус Янг | High Voltage (1975)                | 6:25         |
| 5.                  | «Baby, Please Don’t Go»      | Биг Джо Уильямс          | High Voltage (1975)                | 4:50         |
| Общая длительность: | Общая длительность:          | Общая длительность:      | Общая длительность:                | 24:06        |

Примечания:
- Семь других композиций с австралийских альбомов AC/DC или B-сайды синглов не были официально изданы для международной аудитории длительное время, пока в 2009 году не вошли в бокс-сет Backtracks. Некоторые из этих песен выходили на бутлегах вне Австралии.
  - «Stick Around» и «Love Song» (с альбома High Voltage)
  - «R.I.P. (Rock in Peace)» (с альбома Dirty Deeds Done Dirt Cheap)
  - «Fling Thing» (с сингла «Jailbreak»; позднее вышла как «Bonny» на Live: 2 CD Collector’s Edition)
  - «Crabsody In Blue» (с австралийской версии альбома Let There Be Rock)
  - «Carry Me Home» (с сингла «Dog Eat Dog»)
  - «Cold Hearted Man» (с европейской виниловой версии Powerage)

## Участники записи
- Бон Скотт — вокал
- Ангус Янг — соло-гитара (песни 1 и 5), ритм-гитара
- Малькольм Янг — ритм-гитара, соло-гитара (2–4[4]), бэк-вокал
- Марк Эванс — бас-гитара (1)[5]
- Роб Бейли — бас-гитара (2–5)[6]
- Фил Радд — ударные (1)
- Тони Курренти — ударные (2–4)[6][7]
- Питер Кларк — ударные (5)[7]
- Джордж Янг — производство; бэк-вокал[8]
- Гарри Ванда — производство